# Madeleine d'Engremont
Madeleine d’Engremont-Vaillant, née le 25 janvier 1949 à Argenteuil, est une joueuse française de basket-ball évoluant au poste de pivot.

## Palmarès

### Sélection nationale
Championnat d'Europe
- Médaille d'argent du Championnat d'Europe 1970 aux Pays-Bas
- 11e du Championnat d'Europe 1968 en Italie

Autres
- Début en Équipe de France le 15 juillet 1967 à Messine contre l'Équipe d'Italie
- Dernière sélection le 20 septembre 1970 à Rotterdam contre l'Équipe d'URSS[2].